# 赤井孝美
赤井孝美（1961年11月21日—），是日本男性插畫家、企劃製作人。米子GAINAX所属，本身經營同人社團「Stiletto」、NINELIVES公司。

## 人物
鳥取縣米子市出身。鳥取縣立境高等学校、大阪藝術大学藝術学院映像計画学系畢業，其妻為漫畫家樋口紀美子。
在大学時認識同一学院的山賀博之、庵野秀明，另外島本和彦和南雅彦也是大学同期生。當時與山賀、庵野等人組成DAICON FILM參加第20回日本科幻大会（DAICON III），負責《DAICON III OPENING ANIMATION》的人物設計；後來一起成立GAINAX。
1992年12月28日從GAINAX独立開設「有限会社AKAI」，1996年AKAI更名「有限会社NINELIVES」（NINELIVES, Inc.）。2001年，回到GAINAX擔任董事，NINELIVES呈休業状態，NINELIVES商品販賣、官網營運由GAINAX代行。2007年4月4日，捲入《天元突破》的網路舌戰，不慎出言不遜，只得公開道歉並辭去GAINAX董事一職。
除插畫家身分外，也參與原案、人物設計、遊戲創作等工作，在多方領域活躍。1991年，監督、脚本、人物設計一手包辦的遊戲《美少女夢工場》發表，掀起美少女養成遊戲風潮，被譽為「美少女之父」。

## 主要作品

### 動畫
- 王立宇宙軍（王立宇宙軍 オネアミスの翼，助監督）
- 星界的紋章（星界の紋章，設計概念、原作插畫）
- 星界的戰旗（星界の戦旗，設計概念、原作插畫）
- 小公主優希（ぷちぷり*ユーシィ，原作、人物原案）
- 天元突破（天元突破グレンラガン，製作人）

### 特攝
- 愛國戰隊大日本（愛國戰隊大日本，監督）
- DAICON FILM版 归来的奥特曼（帰ってきたウルトラマン，特技監督）
- 八岐之大蛇的逆襲（八岐之大蛇の逆襲，監督）

### 遊戲
- 電腦学園（電脳学園，監督、脚本、人物設計）
- 美少女夢工場（プリンセスメーカー，監督、脚本、人物設計）
- 美少女夢工場2（プリンセスメーカー2，監督、脚本、人物設計）
- 美少女夢工場～夢幻妖精～（プリンセスメーカーゆめみる妖精，監督、脚本、人物設計）
- 美少女夢工場4（プリンセスメーカー4，監修）
- 美少女夢工場5（プリンセスメーカー5，總監督、人物設計）
- 魔法大進擊（Magical Pop'n マジかルポップン，人物設計）

## 外部連結
- NINELIVES （页面存档备份，存于）（日語）
- （日語）
- 赤井孝美的X（前Twitter）（日語）
- 赤井孝美的Facebook專頁（日語）